# Háry János Suite
Die Háry János-Suite ist die Zusammenstellung einiger Instrumentalstücke aus dem ein Jahr zuvor entstandenen Singspiels Háry János von Zoltán Kodály. Sie wurde am 24. März 1927 in Barcelona uraufgeführt.

## Titel der Suite
Die Orchestersuite in sechs Sätzen wird sehr oft in Ungarn und in der ganzen Welt gespielt und ist unter dem ungarischen Namen Háry János-Suite bekannt, wobei Háry der Nachname und János der Vorname ist, oder, wie er als Soldat in der kaiserlichen Armee genannt wurde: Johannes Háry.  An den deutschen Sprachgebrauch angepasst müsste der Titel János Háry Suite lauten.

## Orchesterbesetzung
- 3 Flöten (alle auch Pikkoloflöte), 2 Oboen, 2 Klarinetten (1. auch Es-Klarinette, 2. auch Altsaxophon in Es), 2 Fagotte
- 4 Hörner in F, 3 Trompeten in C, 3 Kornetts in B, 3 Posaunen, 1 Tuba
- Pauken
- Schlagzeug: Glockenspiel, Xylofon, Röhrenglocken, Triangel, Becken, Tamtam, Kleine Trommel, Tamburin, Große Trommel
- Celesta, Klavier, Zimbal
- Streicher

## Satzbezeichnungen
- I. Vorspiel. Das Märchen beginnt
- II. Wiener Glockenspiel
- III. Lied
- IV. Schlacht und Niederlage Napoleons
- V. Intermezzo
- VI. Einzug des kaiserlichen Hofes

## Hintergrund
Zu Beginn des 19. Jahrhunderts, nach seinem Dienst in der k.u.k.-Armee, erzählte der Töpfer János Háry von seinen fiktiven Heldentaten im napoleonischen Krieg. Diese Erzählungen wurden von János Garay in einem 1843 erschienenen Epos schriftlich festgehalten und dienten als Grundlage für das Singspiel und die Suite.
Die Geschichte von János Háry, dem ausgedienten Soldaten und Bauersmann, ist ein in ganz Ungarn bekanntes Volksmärchen aus Simontornya. Gemäß Kodálys Bestreben, die verlorengegangene, unterbliebene Entwicklung der ungarischen Musik nachzuholen, widmete er sich der musikalischen Umarbeitung der Volkssage in ein ungarisches Singspiel. Dort beschränkte er sich auf vier der Abenteuer János’.

## Handlung
1. Abenteuer: János trifft mit seiner Braut Örzse an der Grenze Galiziens zu Russland auf die zweite Gattin Napoleons, Marie-Luise, die Tochter des Kaisers Franz. Die russische Schildwache lässt Marie-Luise nicht passieren, und János rettet die in der Wachbude zurückgezogene Gesellschaft, indem er die Bude ins kaiserliche Territorium schubst. Marie-Louise will den mutigen Helden für die Leibwache gewinnen, und János willigt nach kurzer Verhandlung ein. Die Wachbude wird auf russischen Boden zurückgestoßen, und die Gesellschaft zieht nach Wien.
2. Abenteuer: János dient als Wachtmeister in der Wiener Burg und erwirbt sich weitere Verdienste. Örzse lässt sich vom ansässigen Ritter Ebelastin nicht beirren und glaubt fest an die Treue János', der sich der Aufmerksamkeit Marie-Luises erfreut. Aus Wut zieht der Ritter Ebelastin die Kriegserklärung Napoleons an Kaiser Franz aus der Tasche.
3. Abenteuer: Bei Mailand stationiert wird János nun als Krieger von General Kruzifix um Rat gebeten, und es beginnt „Napoleons Schlacht“, an deren Ende Napoleon jedoch den unbesiegbaren János Háry kniend um Gnade bittet. Marie-Luise will sich von Napoleon trennen, um János zum Gefährten zu nehmen. Daraufhin geraten Örzse und Marie-Luise in Zank. Ihre Hoheit wünscht, dass Örzse in ihre Heimat zurückkehrt und János Háry zum Herzog ernannt wird. Örzse weint bitter, bis János ihr ins Ohr flüstert, dass er alles in Ordnung bringen werde.
4. Abenteuer: Marie-Luise und ihre Mutter bereiten die Hochzeit am Kaiserlichen Hof vor. Beim Festessen während sämtlicher Gunstbezeigungen trifft Örzse ein, um Abschied von János zu nehmen. Er bekennt, dass er sich doch nur nach seiner früheren Braut und seiner Heimat sehne. Die beiden verabschieden sich vom Hof und János Háry taucht im Nachspiel in der schmutzigen Dorfschenke wieder auf. In seiner Armut scheint er glücklich zu sein: ein König im Reich seiner Träume.

## Instrumentierung
Zoltán Kodály hat sein Singspiel Háry János wie auch die Háry János-Suite für großes Orchester instrumentiert. Diese Suite gliedert sich in sechs Sätzen von unterschiedlicher Länge und Besetzung:
- Erster Satz
  - Besetzung: 3(+Picc)222-4331-Pk, Schl(4), Klav, Str
  - Dauer:3'

Der erste Satz der Suite „Vorspiel. Das Märchen beginnt“ (con moto) beginnt mit einem kräftigen Glissando, mit großem orchestralen Niesen, als Symbol des ungarischen Aberglaubens: Ein Niesen vor Beginn einer Erzählung wird als Bekräftigung des Erzählten gedeutet.
- Zweiter Satz
  - Besetzung: 2(+Picc)220-3300-0, Schl(3), Glcksp, Röhrengl, Cel, Klav
  - Dauer: 2'

„Wiener Glockenspiel“ (Allegretto) ist ein Rondo mit viermaligen erscheinen des Themas und drei Episoden, gespielt von hohen Holz- und Blechblasinstrumenten, von metallenen Schlaginstrumenten, Glockenspiel und Röhrenglocken, sowie Klavier und Celesta (ohne Streicher und Pauken). Als kleine Anekdote beginnt der Satz (auch als „Wiener Spielwerk“ bezeichnet) mit dem Luftgeräusch des Flügelrades einer mechanischen Spieluhr, ausgeführt von Kleiner Trommel, Röhrenglocken und Tamtam.
- Dritter Satz
  - Besetzung: 1110-2000-Zimb, Str
  - Dauer: 4'

„Lied“ (Andante, poco rubato), ist ein authentisches ungarisches Volkslied. Kodály hat es strophenartig aufgebaut und lässt die erste Strophe von der Solobratsche ohne Begleitung spielen (espressivo). Die zweite Strophe, jetzt wieder mit Begleitung der Streicher und des Zimbals, übernimmt die Oboe, die dritte Strophe (poco piu mosso) das Horn in F (vigoroso). Die vierte Strophe spielt die Oboe, aber diesmal unisono mit dem Solocello. Die ppp-ausklingenden Schlusstakte werden von der Klarinette mit Begleitung der Streicher gespielt.
Die Háry János-Suite ist eines der wenigen Werke, in denen das Zymbal (eine mit zwei Klöppeln angeschlagene Kastenzither, auch Hackbrett genannt) eingesetzt wird. In den Sätzen „Lied“ und „Intermezzo“ ist es an prominenter Stelle zu hören.
- Vierter Satz
  - Besetzung: 0(3Picc)00(1Asax(Es) 0-0331-0, Schl(5)
  - Dauer: 4'

„Schlacht und Niederlage Napoleons“ (Alla Marcia), stellt ein groteskes Schlachtengemälde dar, mit neuartigen originellen Klangkombinationen der Blas- u. Schlaginstrumente (ohne Streicher und Pauken). Die Schlacht beginnt mit den Aufmärschen und Signalrufen der feindlichen Heere, sie endet mit der Niederlage Napoleons (Takt 99), symbolisch dargestellt durch zwei akzentuierte ff-Schläge der Großen Trommel (Solo). Die anschließende Coda (Tempo die Marcia funebre), Napoleons Trauermarsch mit dem abgewandelten Thema des zu Beginn gespielten französischen Siegesmarsches, wird mit einem melancholischen Altsaxophon-Solo abgeschlossen, begleitet vom tiefen Blech und Schlagzeug.
- Fünfter Satz
  - Besetzung: 3222-4300-Pk, Schl(4), Zimb, Str
  - Dauer: 5'

„Intermezzo“ (Andante maestoso, ma con fuoco) ist ein Ungarischer Tanz, ursprünglich ein Lied, das Kodály für Orchester bearbeitet hat. Hörenswert ist wieder der Part des Zimbals. Es erfüllt hier souverän seine solistischen, begleitenden und figurierten Funktionen.
- Sechster Satz
  - Besetzung: 3(+Picc)222-4331-Pk, Schl(4), Xyl, Glocksp, Röhrengl, Klav, Korn(3), Str
  - Dauer: 5'

Das Finale „Einzug des kaiserlichen Hofes“ (Alla Marcia) ist ein festlicher Marsch mit zwei Themen und zwei Episoden. Hier zeigt sich das Tutti-Orchester in seiner vollen Pracht: Zu den hohen Blechblasinstrumenten treten jetzt mit ihrem weichen Klang die drei Kornetts hinzu, das Schlagzeug wird durch das Xylophon um ein hohes Mallet instrument erweitert.